# Bannikodu, Harihar
Bannikodu là một làng thuộc tehsil Harihar, huyện Davanagere, bang Karnataka, Ấn Độ.